# Graham Rahal
Graham Robert Rahal (Columbus, 4 gennaio 1989) è un pilota automobilistico statunitense che compete nell'IndyCar Series con il team Rahal Letterman Lanigan Racing.
È figlio dell'ex pilota automobilistico Bobby Rahal.

## Carriera

### Inizi
Rahal iniziò a correre nel karting nel 2000. Nel 2004 passò alle monoposto, arrivando settimo nella Formula BMW statunitense. Nel 2005 gareggiò nella Star Mazda Series, concludendo il campionato al quarto posto. Dopo aver disputato nell'inverno 2005-2006 alcune gare della A1GP per conto della squadra libanese (la famiglia Rahal è di origine libanese), partecipò alla Formula Atlantic con il team Conquest, vincendo 5 gare ed arrivando secondo dietro a Simon Pagenaud. Corse anche una gara nell'American Le Mans Series e una in Indy Lights.
Nel 2007 la Newman/Haas/Lanigan Racing ingaggiò Rahal per correre nella Champ Car al fianco del campione in carica Sébastien Bourdais. Con quattro podi, concluse la stagione al quinto posto assoluto.

### IndyCar

#### Newman/Haas/Lanigan Racing (2008-2009)
Nel 2008, dopo aver saltato la prima gara a causa di un infortunio, Rahal debuttò in IndyCar a St. Petersburg con il team Newman/Haas/Lanigan Racing. Vincendo questa gara, divenne, all'età di 19 anni e 93 giorni, il più giovane a vincere una gara nelle maggiori categorie americane a ruote scoperte. Tale record resisterà fino al 2019, quando Colton Herta otterrà la vittoria ad Austin. Nel resto della stagione, tuttavia, ottenne solo quattro piazzamenti nei primi 10, chiudendo 17º in classifica generale.
Rimasto con Newman/Haas/Lanigan Racing anche per la stagione 2009, Rahal divenne a St. Petersburg il più giovane poleman di sempre nella categoria. Con due terzi posti come migliori risultati, Rahal concluse la stagione al settimo posto.

#### Vari team (2010)
Nel 2010 Rahal corse con quattro team diversi: Sarah Fisher Racing, Dreyer & Reinbold Racing, Newman/Haas Racing e, per la 500 Miglia di Indianapolis, Rahal Letterman Racing, il team del padre. Chiuse la stagione al ventesimo posto assoluto.

#### Chip Ganassi Racing (2011-2012)

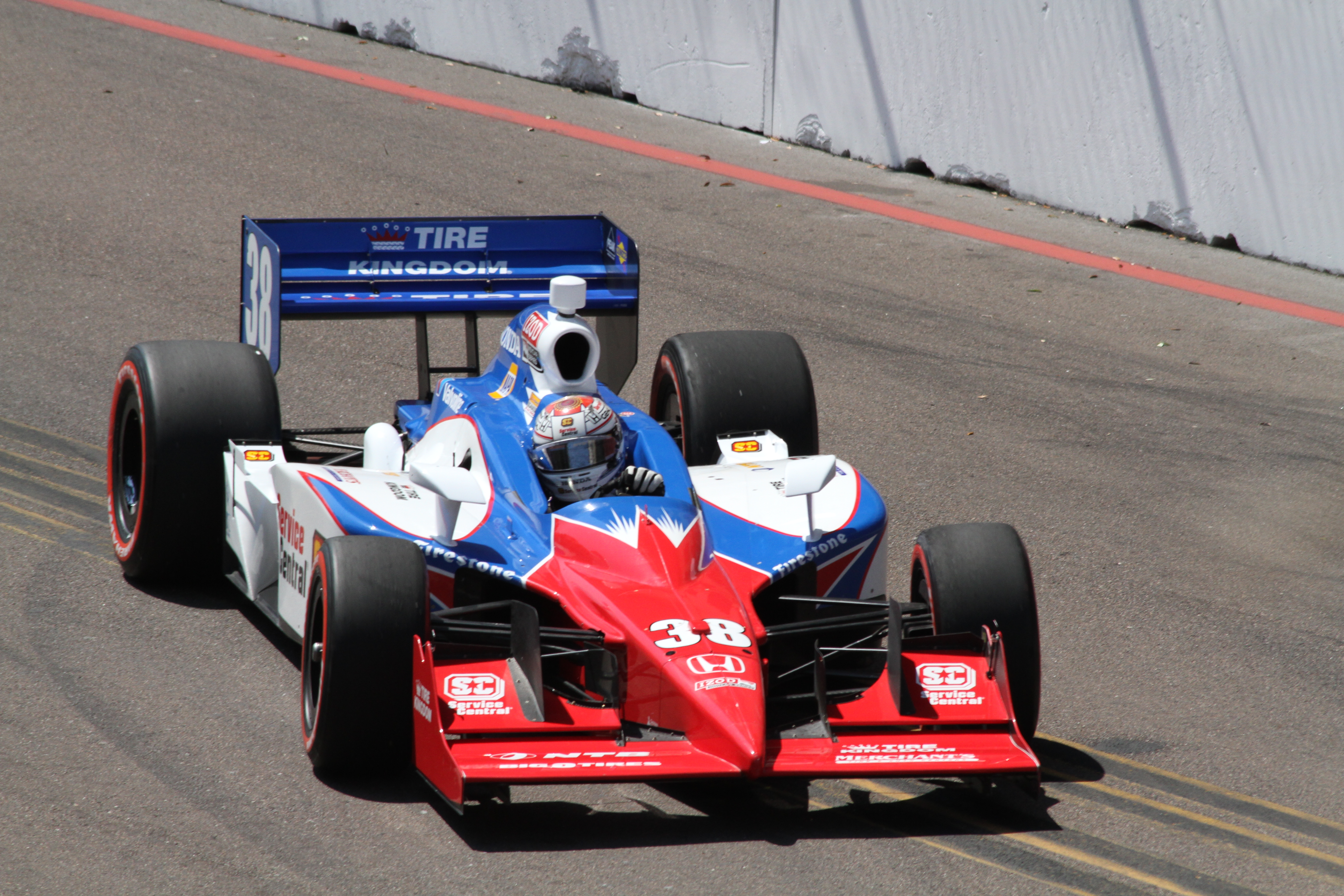
Rahal con Chip Ganassi Racing nel 2011.

Nel dicembre 2010 Rahal firmò per il team Chip Ganassi Racing. Concluse al terzo posto la 500 Miglia di Indianapolis, suo miglior risultato in tale gara. Inoltre Rahal partecipò, vincendo, alla 24 Ore di Daytona, insieme a Scott Pruett, Memo Rojas e Joey Hand. 
Nel 2012 rimase nel team Chip Ganassi Racing, arrivando decimo in classifica finale. Inoltre, partecipò nuovamente alla 24 Ore di Daytona.

#### Rahal Letterman Lanigan Racing (2013-presente)

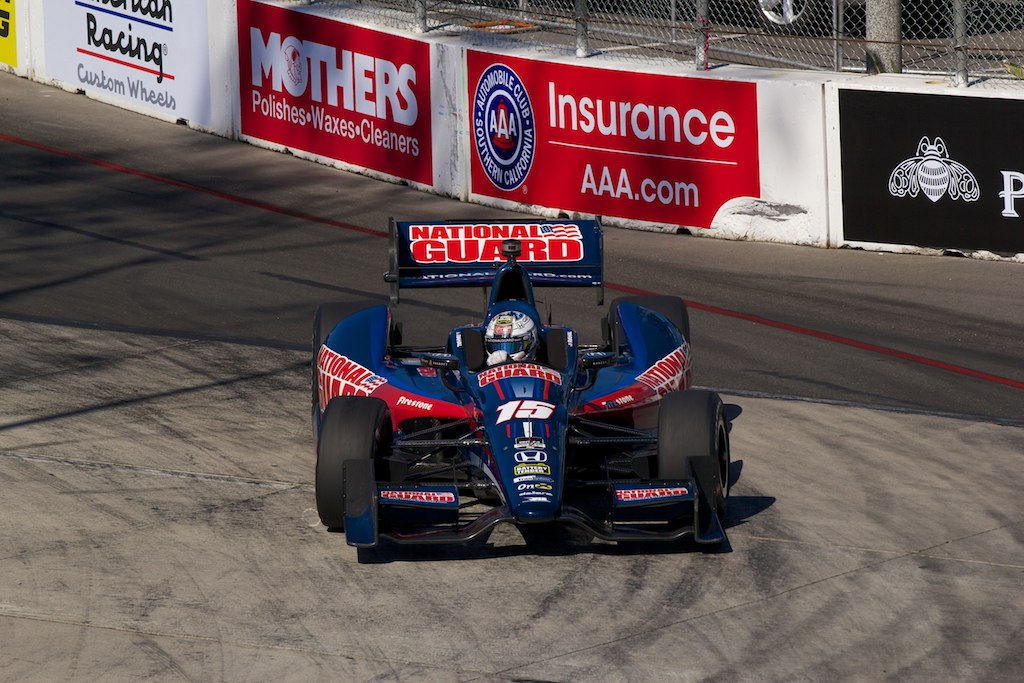
Rahal a Long Beach nel 2014.

Per la stagione 2013, Rahal tornò nel team del padre, Rahal Letterman Lanigan Racing. Ottenne un secondo, un quinto, un settimo e due noni posti come unici piazzamenti in top 10, concludendo al 18º posto finale.
Nella stagione 2014, Rahal ottenne un altro podio chiudendo la stagione al 19º posto. Nel frattempo, partecipò alla 24 Ore di Daytona insieme a John Edwards, Dirk Müller e Dirk Werner, finendo quarto nella classe GTLM.
Nel 2015 tornò a vincere una gara dell'IndyCar Series, a Fontana, con la quale interruppe una serie di 124 gare senza vittorie. Si ripeté sul circuito di Mid-Ohio. Con due vittorie e sei podi, Rahal lottò per il titolo fino all'ultimo appuntamento, finendo al quarto posto in classifica.
Nel 2016 continuò con il team di suo padre. Vinse in Texas, salì sul podio in quattro gare e ottenne 8 piazzamenti tra i primi cinque in 16 gare, chiudendo al quinto posto in classifica.
Nel 2017, Rahal dominò il doppio appuntamento di Detroit ottenendo due vittorie; in totale ottenne sei piazzamenti nei primi 5 concludendo la stagione al sesto posto. 
L'anno successivo finì ottavo nell'IndyCar Series grazie ad un secondo, due quinti e due sesti posti. 
Nel 2019, Rahal ottenne solo un terzo posto e tre quarti posti, finendo 10º in campionato.

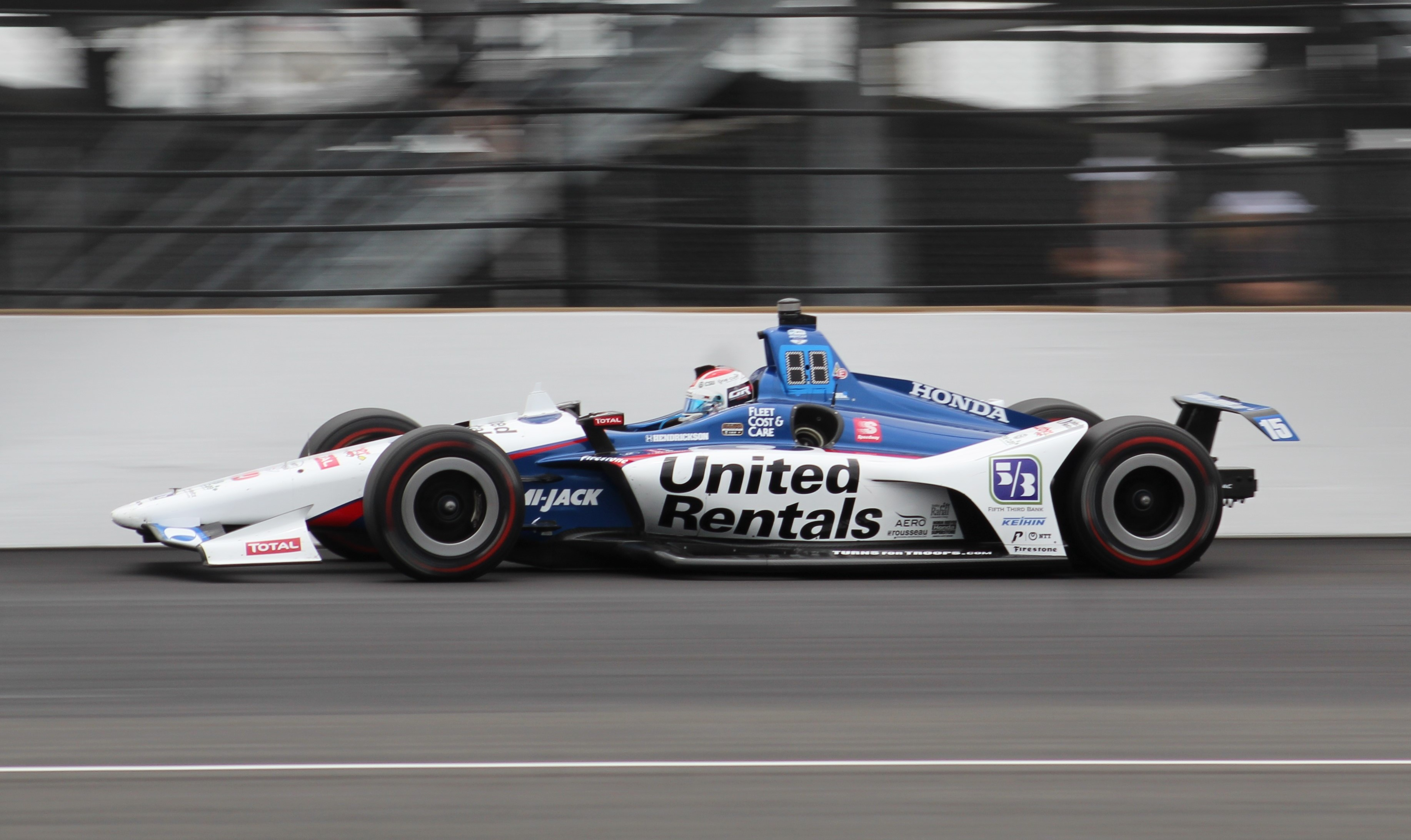
Rahal alla 500 Miglia di Indianapolis 2019.

Nel 2020, Rahal ottenne tre podi, incluso un terzo posto alla 500 Miglia di Indianapolis, e cinque piazzamenti in top 5, piazzandosi al 6º posto in classifica. 
Nel 2021, ottenne un solo podio nella seconda gara in Texas ed il settimo posto in campionato.

## Risultati

### Riassunto della carriera
| Stagione | Categoria                               | Team                                          | Gare | Pole | Vittorie | Punti | Pos.  |
| -------- | --------------------------------------- | --------------------------------------------- | ---- | ---- | -------- | ----- | ----- |
| 2004     | Formula BMW USA                         | Vitesse Farm Racing                           | 14   | 0    | 0        | 63    | 7º    |
| 2005     | Star Mazda Series                       | Andersen Racing                               | 12   | 0    | 1        | 370   | 4º    |
| 2005–06  | A1 Grand Prix                           | A1 Team Lebanon                               | 6    | 0    | 0        | 0     | 23º † |
| 2006     | Formula Atlantic                        | Conquest Racing                               | 12   | 0    | 5        | 242   | 2º    |
| 2006     | Indy Pro Series                         | Kenn Hardley Racing                           | 1    | 1    | 0        | 43    | 28º   |
| 2006     | American Le Mans Series                 | Alex Job Racing                               | 1    | 0    | 0        | 12    | 26º   |
| 2006     | 24 Ore di Daytona                       | Tafel Racing                                  | 1    | 1    | 0        | N/A   | 16º   |
| 2006–07  | A1 Grand Prix                           | A1 Team Lebanon                               | 2    | 0    | 0        | 0     | 23º † |
| 2007     | Champ Car                               | Newman/Haas/Lanigan Racing                    | 14   | 0    | 0        | 243   | 5º    |
| 2007     | 24 Ore di Daytona                       | Southard Motorsports                          | 1    | 0    | 0        | N/A   | 28º   |
| 2007     | American Le Mans Series                 | Rahal Letterman Racing                        | 2    | 0    | 0        | 31    | 22º   |
| 2008     | IndyCar Series                          | Newman/Haas/Lanigan Racing                    | 19   | 0    | 1        | 288   | 17º   |
| 2008     | 24 Ore di Daytona                       | Michael Shank Racing                          | 1    | 0    | 0        | N/A   | 6º    |
| 2009     | IndyCar Series                          | Newman/Haas/Lanigan Racing                    | 17   | 2    | 0        | 385   | 8º    |
| 2010     | IndyCar Series                          | Sarah Fisher Racing                           | 12   | 0    | 0        | 235   | 20º   |
| 2010     | IndyCar Series                          | Rahal Letterman Racing                        | 12   | 0    | 0        | 235   | 20º   |
| 2010     | IndyCar Series                          | Dreyer & Reinbold Racing                      | 12   | 0    | 0        | 235   | 20º   |
| 2010     | IndyCar Series                          | Newman/Haas Racing                            | 12   | 0    | 0        | 235   | 20º   |
| 2011     | IndyCar Series                          | Chip Ganassi Racing                           | 18   | 0    | 0        | 320   | 9º    |
| 2011     | 24 Ore di Daytona                       | Chip Ganassi Racing                           | 1    | 0    | 1        | N/A   | 1º    |
| 2012     | IndyCar Series                          | Chip Ganassi Racing                           | 15   | 0    | 0        | 333   | 10º   |
| 2012     | 24 Ore di Daytona                       | Chip Ganassi Racing                           | 1    | 0    | 0        | N/A   | 6º    |
| 2012     | International V8 Supercars Championship | Kelly Racing                                  | 2    | 0    | 0        | N/A   | NC    |
| 2013     | IndyCar Series                          | Rahal Letterman Lanigan Racing                | 19   | 0    | 0        | 319   | 18º   |
| 2014     | IndyCar Series                          | Rahal Letterman Lanigan Racing                | 18   | 0    | 0        | 345   | 19º   |
| 2014     | WeatherTech SportsCar Championship      | BMW Team RLL                                  | 1    | 0    | 0        | 29    | 36º   |
| 2015     | IndyCar Series                          | Rahal Letterman Lanigan Racing                | 16   | 0    | 2        | 490   | 4º    |
| 2015     | WeatherTech SportsCar Championship      | BMW Team RLL                                  | 1    | 0    | 0        | 29    | 23º   |
| 2016     | IndyCar Series                          | Rahal Letterman Lanigan Racing                | 16   | 0    | 1        | 484   | 5º    |
| 2016     | WeatherTech SportsCar Championship      | BMW Team RLL                                  | 1    | 0    | 0        | 21    | 30º   |
| 2017     | IndyCar Series                          | Rahal Letterman Lanigan Racing                | 17   | 1    | 2        | 522   | 6º    |
| 2017     | WeatherTech SportsCar Championship      | BMW Team RLL                                  | 1    | 0    | 0        | 20    | 68º   |
| 2018     | IndyCar Series                          | Rahal Letterman Lanigan Racing                | 17   | 0    | 0        | 392   | 8º    |
| 2018     | WeatherTech SportsCar Championship      | Acura Team Penske                             | 1    | 0    | 0        | 38    | 48º   |
| 2019     | IndyCar Series                          | Rahal Letterman Lanigan Racing                | 17   | 0    | 0        | 389   | 10º   |
| 2019     | WeatherTech SportsCar Championship      | Acura Team Penske                             | 1    | 0    | 0        | 30    | 30º   |
| 2020     | IndyCar Series                          | Rahal Letterman Lanigan Racing                | 14   | 0    | 0        | 377   | 6º    |
| 2021     | IndyCar Series                          | Rahal Letterman Lanigan Racing                | 16   | 0    | 0        | 389   | 7º    |
| 2022     | IndyCar Series                          | Rahal Letterman Lanigan Racing                | 17   | 0    | 0        | 345   | 11º   |
| 2023     | IndyCar Series                          | Rahal Letterman Lanigan Racing                | 16   | 2    | 0        | 276   | 15º   |
| 2023     | IndyCar Series                          | Dreyer & Reinbold Racing / Cusick Motorsports | 1    | 0    | 0        | 276   | 15º   |

† Risultato di squadra

### Risultati in IndyCar Series
| Stagione | Team                                        | Telaio        | Motore    | 1       | 2      | 3      | 4       | 5       | 6        | 7      | 8      | 9      | 10     | 11     | 12     | 13     | 14     | 15     | 16     | 17     | 18     | 19     | Punti | Pos. |
| -------- | ------------------------------------------- | ------------- | --------- | ------- | ------ | ------ | ------- | ------- | -------- | ------ | ------ | ------ | ------ | ------ | ------ | ------ | ------ | ------ | ------ | ------ | ------ | ------ | ----- | ---- |
| 2008     | Newman/Haas/Lanigan Racing                  | Dallara IR-05 | Honda     | HMS Wth | STP 1  | MOT    |         | KAN 12  | INDY 33  | MIL 25 | TXS 11 | IOW 10 | RIR 18 | WGL 8  | NSH 12 | MDO 16 | EDM 26 | KTY 25 | SNM 8  | DET 13 | CHI 19 |        | 288   | 17º  |
| 2008     | Newman/Haas/Lanigan Racing                  | Panoz DP01    | Cosworth  |         |        |        | LBH 13  |         |          |        |        |        |        |        |        |        |        |        |        |        |        |        | 288   | 17º  |
| 2009     | Newman/Haas/Lanigan Racing                  | Dallara IR-05 | Honda     | STP 7   | LBH 12 | KAN 7  | INDY 31 | MIL 4   | TXS 22   | IOW 11 | RIR 3  | WGL 13 | TOR 20 | EDM 7  | KTY 5  | MDO 8  | SNM 21 | CHI 5  | MOT 3  | HMS 11 |        |        | 385   | 7º   |
| 2010     | Sarah Fisher Racing                         | Dallara IR-05 | Honda     | SAO     | STP 9  | ALA 17 | LBH 22  | KAN     |          |        |        |        | KTY 20 |        |        |        |        |        |        |        |        |        | 235   | 20º  |
| 2010     | Rahal Letterman Racing                      | Dallara IR-05 | Honda     |         |        |        |         |         | INDY 12  | TXS    |        |        |        |        |        |        |        |        |        |        |        |        | 235   | 20º  |
| 2010     | Dreyer & Reinbold Racing                    | Dallara IR-05 | Honda     |         |        |        |         |         |          |        | IOW 9  | WGL    |        |        |        |        |        |        |        |        |        |        | 235   | 20º  |
| 2010     | Newman/Haas Racing                          | Dallara IR-05 | Honda     |         |        |        |         |         |          |        |        |        |        | TOR 5  | EDM    | MDO 20 | SNM 9  | CHI 10 | MOT 8  | HMS 10 |        |        | 235   | 20º  |
| 2011     | Chip Ganassi Racing                         | Dallara IR-05 | Honda     | STP 17  | ALA 18 | LBH 13 | SAO 2   | INDY 3  | TXS 9    | TXS 30 | MIL 2  | IOW 15 | TOR 13 | EDM 25 | MDO 24 | NHM 26 | SNM 8  | BAL 10 | MOT 12 | KTY 12 | LVS C  |        | 320   | 9º   |
| 2012     | Chip Ganassi Racing                         | Dallara DW12  | Honda     | STP 12  | ALA 4  | LBH 24 | SAO 16  | INDY 13 | DET 19   | TXS 2  | MIL 9  | IOW 9  | TOR 23 | EDM 4  | MDO 11 | SNM 5  | BAL 11 | FON 6  |        |        |        |        | 333   | 10º  |
| 2013     | Rahal Letterman Lanigan Racing              | Dallara DW12  | Honda     | STP 13  | ALA 21 | LBH 2  | SAO 22  | INDY 25 | DET 9    | DET 9  | TXS 21 | MIL 16 | IOW 5  | POC 18 | TOR 20 | TOR 13 | MDO 18 | SNM 11 | BAL 17 | HOU 7  | HOU 18 | FON 15 | 319   | 18º  |
| 2014     | Rahal Letterman Lanigan Racing              | Dallara DW12  | Honda     | STP 14  | LBH 13 | ALA 17 | IMS 21  | INDY 33 | DET 2    | DET 21 | TXS 12 | HOU 11 | HOU 16 | POC 19 | IOW 7  | TOR 6  | TOR 20 | MDO 5  | MIL 14 | SNM 20 | FON 18 |        | 345   | 19º  |
| 2015     | Rahal Letterman Lanigan Racing              | Dallara DW12  | Honda     | STP 11  | NLA 8  | LBH 11 | ALA 2   | IMS 2   | INDY 5   | DET 23 | DET 3  | TXS 15 | TOR 9  | FON 1  | MIL 3  | IOW 4  | MDO 1  | POC 20 | SNM 18 |        |        |        | 490   | 4º   |
| 2016     | Rahal Letterman Lanigan Racing              | Dallara DW12  | Honda     | STP 16  | PHX 5  | LBH 15 | ALA 2   | IMS 4   | INDY 14  | DET 4  | DET 11 | ROA 3  | IOW 16 | TOR 13 | MDO 4  | POC 11 | TXS 1  | WGL 21 | SNM 2  |        |        |        | 484   | 5º   |
| 2017     | Rahal Letterman Lanigan Racing              | Dallara DW12  | Honda     | STP 17  | LBH 10 | ALA 13 | PHX 21  | IMS 6   | INDY 12  | DET 1  | DET 1  | TEX 4  | ROA 8  | IOW 5  | TOR 9  | MDO 3  | POC 9  | GTW 12 | WGL 5  | SNM 6  |        |        | 522   | 6º   |
| 2018     | Rahal Letterman Lanigan Racing              | Dallara DW12  | Honda     | STP 2   | PHX 9  | LBH 5  | ALA 7   | IMS 9   | INDY 10  | DET 23 | DET 5  | TXS 6  | ROA 6  | IOW 7  | TOR 21 | MDO 9  | POC 14 | GTW 10 | POR 23 | SNM 23 |        |        | 392   | 8º   |
| 2019     | Rahal Letterman Lanigan Racing              | Dallara DW12  | Honda     | STP 12  | COA 4  | ALA 23 | LBH 4   | IMS 9   | INDY 27  | DET 7  | DET 7  | TXS 3  | RDA 4  | TOR 9  | IOW 8  | MDO 9  | POC 9  | GTW 18 | POR 23 | LAG 12 |        |        | 389   | 10º  |
| 2020     | Rahal Letterman Lanigan Racing              | Dallara DW12  | Honda     | TXS 17  | IMS 2  | ROA 7  | ROA 23  | IOW 12  | IOW 3    | INDY 3 | GTW 18 | GTW 20 | MDO 4  | MDO 4  | IMS 7  | IMS 7  | STP 9  |        |        |        |        |        | 377   | 6º   |
| 2021     | Rahal Letterman Lanigan Racing              | Dallara DW12  | Honda     | ALA 7   | STP 15 | TXS 5  | TXS 3   | IMS 5   | INDY 32  | DET 5  | DET 5  | ROA 11 | MDO 6  | NSH 5  | IMS 7  | GTW 23 | POR 10 | LAG 4  | LBH 16 |        |        |        | 389   | 7º   |
| 2022     | Rahal Letterman Lanigan Racing              | Dallara DW12  | Honda     | STP 7   | TXS 22 | LBH 7  | ALA 8   | IMS 16  | INDY 14  | DET 26 | ROA 8  | MDO 12 | TOR 4  | IOW 9  | IOW 14 | IMS 7  | NSH 23 | GTW 10 | POR 5  | LAG 18 |        |        | 345   | 11º  |
| 2023     | Rahal Letterman Lanigan Racing              | Dallara DW12  | Honda     | STP 6   | TXS 24 | LBH 12 | ALA 17  | IMS 10  | INDY DNQ | DET 25 | ROA 11 | MDO 7  | TOR 9  | IOW 28 | IOW 20 | NSH 15 | IMS 2  | GTW 20 | POR 12 | LAG 27 |        |        | 276   | 15º  |
| 2023     | Dreyer & Reinbold Racing/Cusick Motorsports | Dallara DW12  | Chevrolet |         |        |        |         |         | INDY 22  |        |        |        |        |        |        |        |        |        |        |        |        |        | 276   | 15º  |
| 2024     | Rahal Letterman Lanigan Racing              | Dallara DW12  | Honda     | STP 14  | THE 11 | LBH 17 | ALA 11  | IMS 9   | INDY 15  | DET 15 | ROA 10 | LAG 24 | MDO 18 | IOW 16 | IOW 8  | TOR 10 | GTW 23 | POR 9  | MIL 20 | MIL 23 | NSH 23 |        | 251   | 18º  |
| 2025     | Rahal Letterman Lanigan Racing              | Dallara DW12  | Honda     | STP 12  | THE 11 | LBH 22 | ALA 14  | IMS 6   | INDY     | DET    | GTW    | ROA    | MDO    | IOW    | IOW    | TOR    | LAG    | POR    | MIL    | NSH    |        |        | 92*   |      |

* Stagione in corso.